# Musée d'Art contemporain de Rolandseck
Le musée d'Art contemporain de Rolandseck (Arp Museum Bahnhof en allemand) a ouvert le 29 septembre 2007 à Remagen, Rhénanie-Palatinat.
Le musée est composé de l'ancien bâtiment de la gare à la suite du déclin de son exploitation de fret ferroviaire et d'un nouveau bâtiment conçu par l'architecte américain Richard Meier.

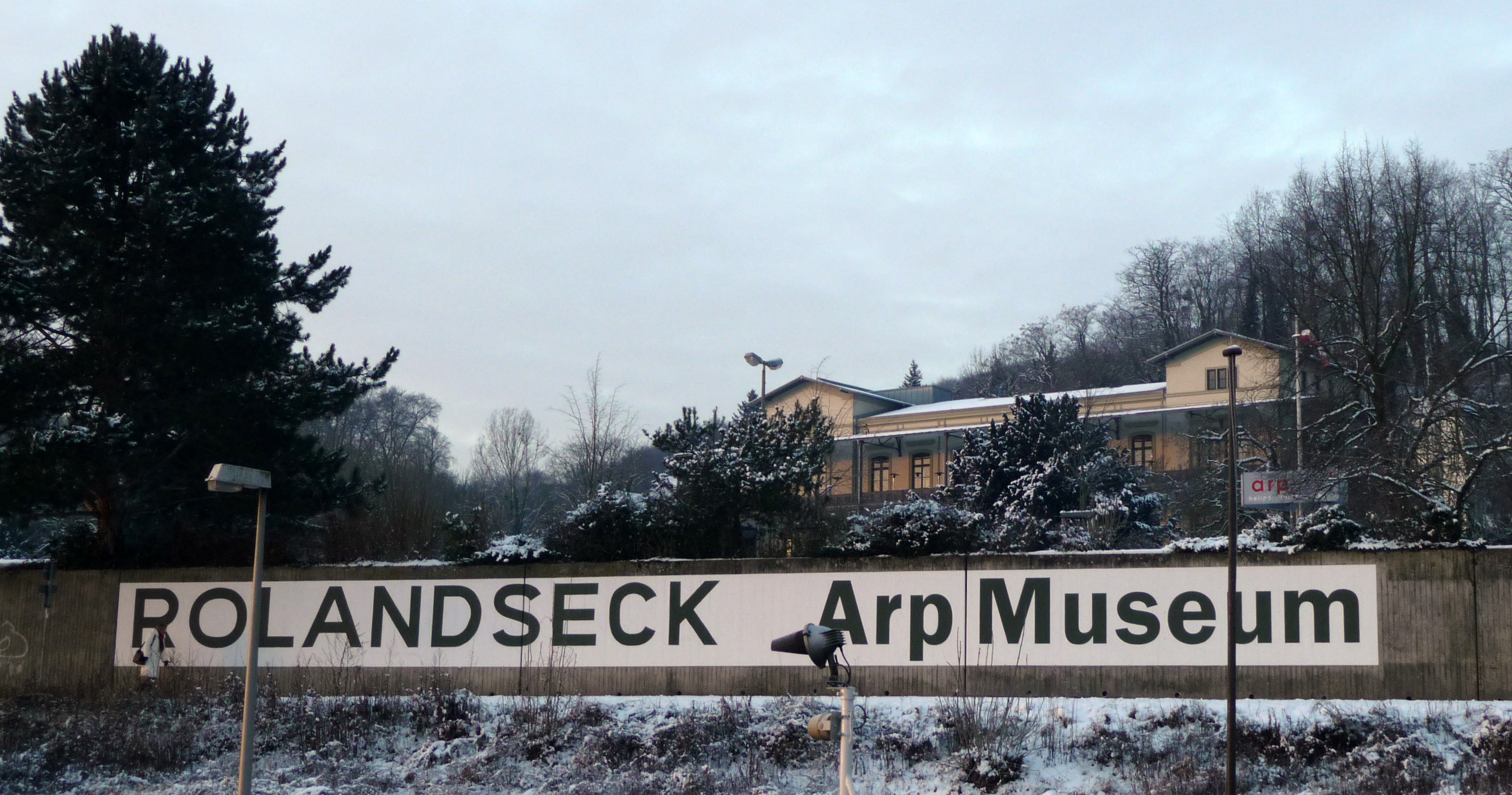
Musée Arp.

## Historique
Gare construite de 1856 à 1858, point d'arrêt le plus au nord de Rhénanie-Palatinat sur la rive gauche du Rhin, elle était destinée à l'origine à servir de station de transfert vers la navigation sur le Rhin.
L'importance de l'exploitation ferroviaire ayant cessé, les installations ferroviaires ont été progressivement démantelées dans les années 1980.
Les trains de la Mittelrheinbahn Cologne - Coblence - Mayence s'y arrêtent cependant régulièrement.

## Collections
Le musée présente les œuvres de Hans Arp et Sophie Taeuber-Arp d'où le nom du musée (Arp Museum), ainsi que des expositions temporaires d'œuvres d'artistes contemporains.
Il héberge aussi 270 œuvres de la collection Rau appartenant à l'UNICEF.